# Roswitha Szyszkowitz
Roswitha Szyszkowitz (Aussprache: [ˈʃɪʃkovɪt͡s]; * 1. Februar 1972 in Hannover) ist eine ehemalige österreichische Schauspielerin, die inzwischen als Lehrerin tätig ist.

## Leben
Roswitha Szyszkowitz ist die Tochter der Psychotherapeutin Traudl Szyszkowitz und des Unfallchirurgen Rudolf Szyszkowitz. Die Schauspielerin Aglaia Szyszkowitz ist ihre ältere Schwester und der Schriftsteller Gerald Szyszkowitz ist ihr Onkel.
Szyszkowitz wuchs in Graz auf. Nach dem Schauspielstudium am Konservatorium Wien und HB-Studio in New York City trat sie ihr erstes Engagement am Saarländischen Staatstheater in Saarbrücken an. Dort spielte sie unter anderem Julia in Romeo und Julia und Nina in Anton Tschechows Komödie Die Möwe. 1997 erhielt sie den Schauspielpreis der Freunde des Saarländischen Staatstheaters für Das kunstseidene Mädchen. Seit 1999 lebt sie in Wien und war als freie Schauspielerin tätig. Sie hatte Engagements am Volkstheater in Wien und freien Bühnen wie dem TAG-Theater, dem Wiener Lustspielhaus und dem Theater Drachengasse. Sie hielt außerdem Lyrikvorträge auf Veranstaltungen wie dem Steirischen Kammermusik Festival in Graz.
Neben ihrer Theaterkarriere war Szyszkowitz auch im Fernsehen zu sehen. Unter anderem spielte sie in zwei Tatort-Folgen die Gruppeninspektorin Stefanie Gschnitzer an der Seite von Chefinspektor Moritz Eisner (Harald Krassnitzer). 2006 nahm sie am Perfekten Promi-Dinner in Wien teil.
Nach ihrer Schauspielkarriere studierte Szyszkowitz an der Pädagogischen Hochschule Wien und arbeitet seit 2010 als Hauptschullehrerin. Sie hat drei Kinder.

## Filmografie
- 1992: Duett (Fernsehfilm)
- 1994: Tafelspitz
- 1995: Die Nacht der Nächte (Fernsehfilm)[7]
- 2002: Lehmann wartet nicht mehr
- 2002: Die Wasserfälle von Slunj (Fernsehfilm)
- 2002: Schlosshotel Orth (Fernsehserie, 1 Folge)
- 2002: Für alle Fälle Stefanie (Fernsehserie, 1 Folge)
- 2002: Regentage (Fernsehfilm)
- 2002: Tatort: Elvis lebt! (Fernsehreihe)
- 2003: Tatort: Tödliche Souvenirs (Fernsehreihe)
- 2004: Würstelstand
- 2004: Heimspiel (Kurzfilm)
- 2004: Bauernprinzessin (Fernsehfilm)
- 2005: Der Todestunnel – Nur die Wahrheit zählt (Fernsehfilm)
- 2007: Novotny & Maroudi – Zahngötter in Weiß (Fernsehserie, 1 Folge)
- 2007: Medicopter 117 – Jedes Leben zählt – Ohne Skrupel
- 2007: Salto für Anfänger (Underbar och älskad av alla)
- 2021: Familienaufstellung (Family Constellations, Stimme)